# Conseil national du bruit
Pour les articles homonymes, voir CNB.
Le Conseil national du bruit (CNB) est un organisme français (commission à caractère consultatif) compétent pour toute question concernant la lutte « contre les nuisances sonores et [pour] l'amélioration de la qualité de l'environnement sonore ».
Créé par un décret de juin 1982, le Conseil national du bruit (CNB) est la première instance consultative placée auprès du ministre chargé de l'Environnement ayant à examiner les politiques d'environnement et de développement durable.

## Missions

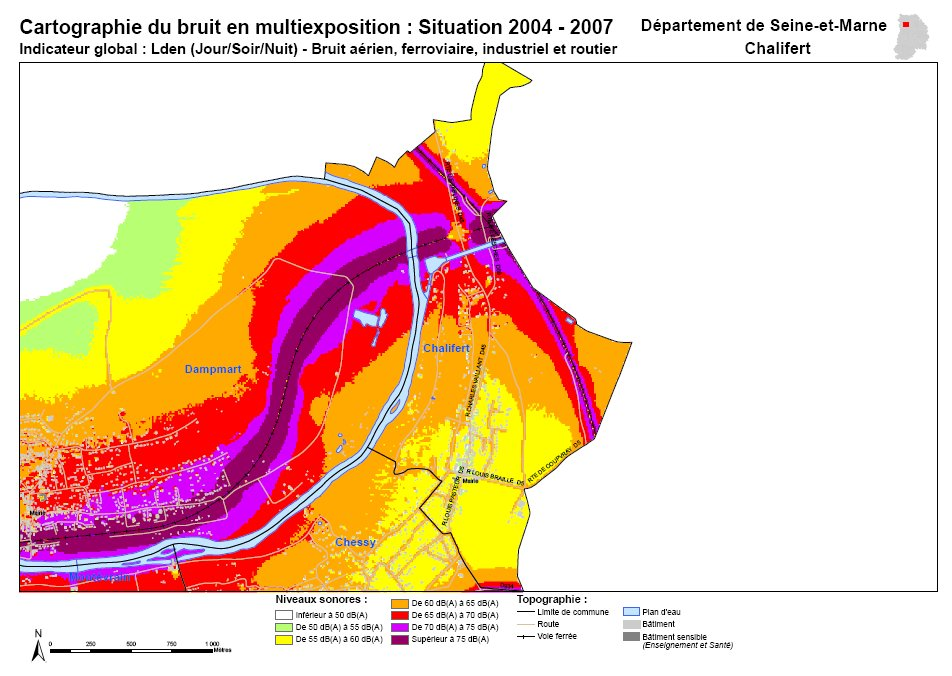
Pour ses missions, le CNB peut notamment s'appuyer sur les cartes de bruit (multi-exposition Ln de Chalifert, dans l'exemple présent).

Le Conseil national du bruit peut être saisi, pour avis, par le ministre chargé de l’environnement, de toute question relative à la lutte contre les nuisances sonores et à l’amélioration de la qualité de l'environnement sonore et peut être consulté sur des projets de textes législatifs et règlementaires ayant une incidence dans ce domaine. 
L'incidence du bruit peut porter sur la santé humaine ou la qualité de vie, mais aussi sur l'environnement et le dérangement de la faune. Le bruit est ainsi à prendre en compte dans l'évaluation de la qualité de l'environnement nocturne (en plus de la pollution lumineuse) et peut ainsi concerner la cartographie des corridors biologiques et de la Trame verte et bleue étendue à toute la France par la loi Grenelle II.
De sa propre initiative (après en avoir informé le ministère chargé de l’environnement), le Conseil peut examiner toute question relative à l’amélioration de l’environnement sonore et proposer les mesures propres à prévenir les nuisances sonores ou à en réduire les effets. 
Le Conseil national du bruit contribue aussi à l’information et à la sensibilisation de l’opinion dans le domaine de la lutte contre le bruit et de l’amélioration des nuisances sonores. 
En 1991, il a créé le concours du Décibel d’Or, qui récompense les industriels, élus, enseignants, concepteurs, représentants d’associations, chercheurs, français et européens faisant preuve de réalisations innovantes ou remarquables en matière d’amélioration de l’environnement sonore[réf. nécessaire].
Le CNB établit, périodiquement, un rapport d’activité qui est rendu public.

## Composition
Le Conseil national du bruit comportait initialement 72 membres titulaires non indemnisés, nommés pour trois ans par le ministre chargé de l’environnement, représentant les différents acteurs concernés par la lutte contre le bruit.
En juin 2013, le nombre de ses membres est réduit de 72 à 48 (plusieurs places de personnalités qualifiées sont ajoutées, et le nombre de représentants de l’État diminue). Ses 48 membres comprennent  :
- douze représentants de l’État, proposés par les ministres chargés du travail, de la santé, de la justice, de l'éducation nationale, de l'intérieur, de l'économie, de l'industrie, des transports, du logement, de la culture, de l'environnement, de la jeunesse et des sports ;
- un député et un sénateur (respectivement désignés par les présidents de l'Assemblée nationale et du Sénat) ;
- quatre représentants des communes ou des groupements de communes (désignés par l'Association des maires de France) ;
- un représentant des conseils généraux, désigné par l'Assemblée des départements de France ;
- un représentant des conseils régionaux, désigné par l'Association des régions de France ;
- deux représentants d'organisations syndicales de salariés les plus représentatives sur le plan national ;
- deux représentants d'organisations syndicales d'employeurs les plus représentatives sur le plan national ;
- quatre représentants d'organisations professionnelles ou d'entreprises concourant à la lutte contre les nuisances sonores ou développant des activités bruyantes ;
- six représentants d'ONG œuvrant notamment en faveur de l'amélioration de la qualité de l'environnement sonore ;
- deux représentants du personnel territorial compétents dans le domaine du bruit ;
- un représentant des agences régionales de santé ;
- un représentant des observatoires du bruit en agglomération ;
- dix personnalités compétentes en matière d'environnement sonore (dont le président du Centre d'information et de documentation sur le bruit et le président de la Société française d'acoustique).